# Marco V di Alessandria (calcedoniano)
Papa Marco V (XIV secolo – 1435), è stato papa e patriarca greco-ortodosso di Alessandria e di tutta l'Africa tra il 1425 e il 1435.